# Hans von Hammerstein-Loxten
Hans Christian Friedrich Wilhelm baron von Hammerstein-Loxten (27 avril 1843, Lunebourg; † 20 mars 1905, Berlin) était un homme politique sous l'Empire allemand.

## Famille
Il est issu de la branche cadette de la lignée des von Hammerstein de Loxten et n'a donc qu'un lointain lien de parenté avec Ernst von Hammerstein-Loxten. Son père Wilhelm von Hammerstein (de) est ministre du royaume de Hanovre jusqu'en 1865, puis ministre du grand-duché de Mecklembourg-Strelitz jusqu'en 1872.

## Biographie
Hans von Hammerstein-Loxten suit des études de droit à Heidelberg, à Bonn, puis à Göttingen. En 1866, Hammerstein-Loxten est nommé commissaire fédéral pour l'armée Hanovrienne. Après l'annexion de sa province par la Prusse en 1866, il se met au service du ministère prussien de la Justice. Durant la Guerre franco-prussienne de 1870, il occupe différents postes de juriste au gouvernement général de Nancy, Strasbourg, avant d'être nommé à Colmar en 1871.
Hammerstein-Loxten fait une brillante carrière administrative. En 1878, il est nommé à la tête de la police à Mulhouse. En 1883, Hammerstein-Loxten est nommé président du district de Lorraine. Il résidera à Metz pendant 17 années. Il est alors remarqué par l'empereur Guillaume II, qui séjourne chaque année au château d'Urville. De 1901 jusqu'à sa mort, Hammerstein-Loxten sera ministre de l'Intérieur de la Prusse. Il sera en outre membre du Conseil d'État et représentant au Conseil fédéral.
En politique, Hammerstein-Loxten adopta une ligne dure à l'égard des Polonais dans les territoires de la province de Prusse-Orientale, appliquant une politique de germanisation stricte et sans compromis.